# Kláštorisko

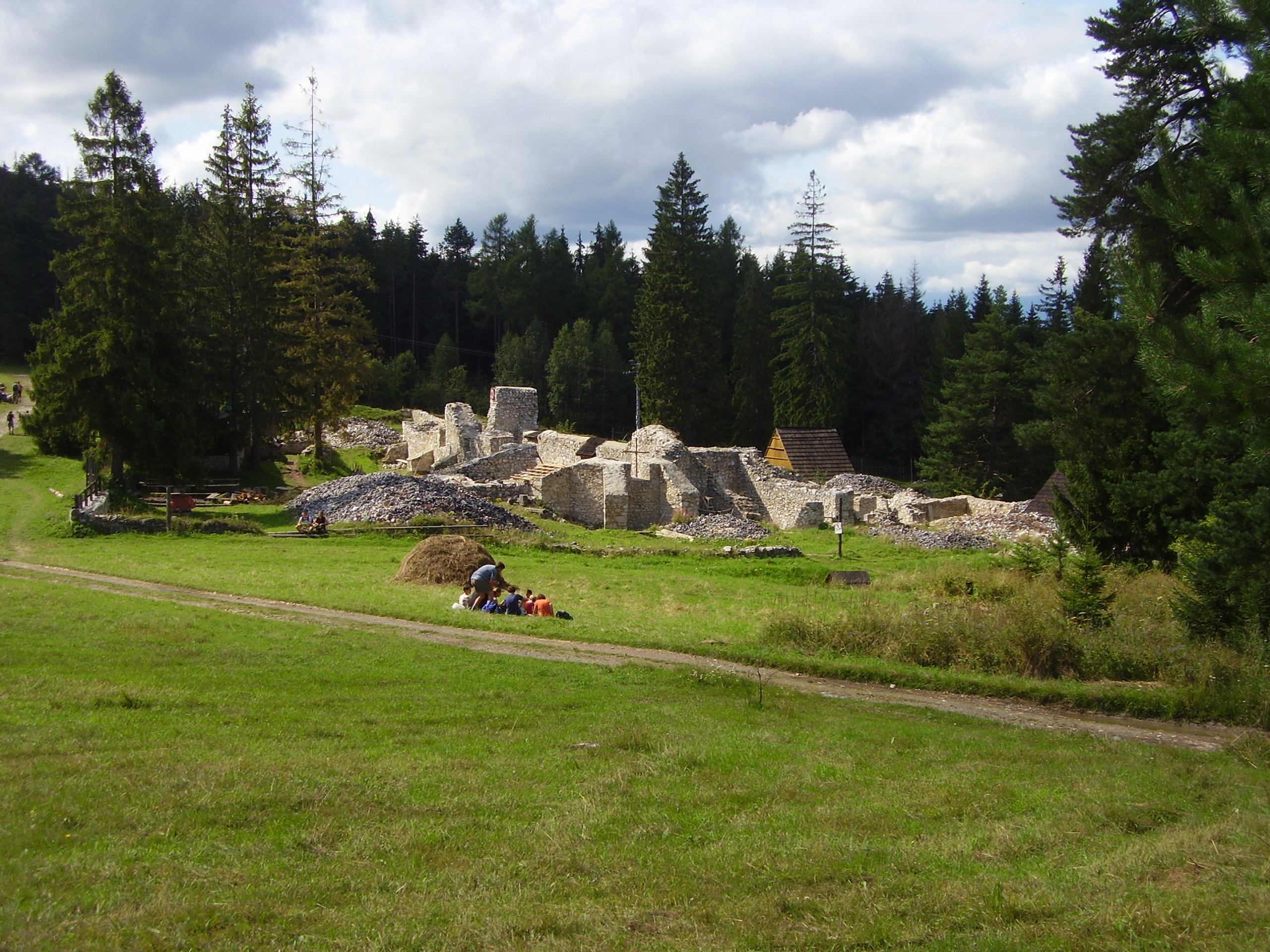
Pohled na zříceninu kláštera přes louku

Kláštorisko je turistické středisko v centru Národního parku Slovenský ráj se zříceninou kartuziánského kláštera.

## Přírodní podmínky
Kláštorisko se nachází v samém středu Slovenského ráje v nadmořské výšce 760 m n. m. Je vzdáleno 75 minut chůze od Podleska a dvě hodiny od Čingova. Má zde vrchol Kláštorská roklina a nedaleko odtud ústí rokle Malý Kyseľ a Veľký Kyseľ. Průměrná roční teplota je 4,7 °C.

## Historie
Kláštorisko sloužilo jako úkryt pro obyvatele spišských obcí při nájezdech Tatarů kolem roku 1241. V roce 1305 zde byl vystavěn kartuziánský klášter, podle nálezů se tu však už dříve nacházela pevnost. V 15. století byl klášter obsazen husity a v roce 1543 zbourán, aby nesloužil za úkryt loupežníkům. V současné době[kdy?] je klášter obnovován a vede jím prohlídková trasa. Roku 1926 se na jižní straně přilehlé louky začalo se stavbou turistické ubytovny a ta tam stojí dodnes.
Rozsáhlý archeologický průzkum a obnovu celého areálu zahájil v 80. letech 20. století archeolog Michal Slivka.